# Leontine
Leontine ist ein weiblicher Vorname, gebildet aus dem griechischen Namen Leontinus (Leon, Λέων = der Löwe).

## Bekannte Namensträgerinnen
- Mary Violet Leontine Price (* 1927), US-amerikanische Sängerin
- Leontine Sagan (1889–1974), österreichische Regisseurin
- Leontine von Winterfeld-Platen (1883–1960), deutsche Schriftstellerin
- Loni von Friedl (* 1943), österreichische Schauspielerin
- Leontien Zijlaard-van Moorsel (* 1970), niederländische Radrennfahrerin
- Leontine von Schmettow (* 1962), deutsche Journalistin und ARD-Adelsexpertin
- Léontine Meijer-van Mensch (* 1972), niederländische Museumsdirektorin